# Political Film Society Award
De Political Film Society Award (afgekort PFS Award) is een Amerikaanse filmprijs die jaarlijks wordt uitgereikt door de Political Film Society aan films die het beste een bepaald politiek onderwerp in de wereld promoten en bekendmaken bij een groot publiek. Van 1987 tot 1997 maakte de prijs deel uit van het Internationaal filmfestival van Hawaï, en richtte zich enkel op films die een politiek onderwerp op Hawaï behandelden.
De prijs wordt doorgaans uitgereikt in vijf categorieën:
- Democratie (sinds 1988)
- Exposé (sinds 1988)
- Mensenrechten (sinds 1987)
- Vrede (1987)
- Special Award (sinds 1988)

De filmprijs staat ook wel bekend als de Stanley Award, naar Stanley M. Castillo, een van de originele leden van de Political Film Society, die in 1998 stierf aan kanker.

## Overzicht van uitgereikte prijzen
Deze lijst is niet compleet
| Jaar | Film                 | Categorie | Uitslag |
| ---- | -------------------- | --------- | ------- |
| 1998 | Seven Years in Tibet | Vrede     | winnaar |